# 49110 Květafialová
49110 Květafialová è un asteroide della fascia principale. Scoperto nel 1998, presenta un'orbita caratterizzata da un semiasse maggiore pari a 2,6786203 UA e da un'eccentricità di 0,0408312, inclinata di 1,69124° rispetto all'eclittica.